# متیوس (دهانه)
متیوس یک دهانه برخوردی در ماه‌ است.

## دهانه‌های اقماری
این دهانه ۶ دهانه اقماری دارد.
| Metius | عرض جغرافیایی | طول جغرافیایی | قطر          |
| ------ | ------------- | ------------- | ------------ |
| C      | ۴۴.۲° S       | ۴۹.۱° E       | ۱۱.۰ کیلومتر |
| B      | ۴۰.۱° S       | ۴۴.۳° E       | ۱۴.۰ کیلومتر |
| E      | ۳۹.۷° S       | ۴۲.۸° E       | ۶.۰ کیلومتر  |
| D      | ۴۲.۶° S       | ۴۸.۴° E       | ۱۱.۰ کیلومتر |
| G      | ۴۰.۳° S       | ۴۵.۳° E       | ۹.۰ کیلومتر  |
| F      | ۳۹.۱° S       | ۴۲.۹° E       | ۸.۰ کیلومتر  |